# Handzender

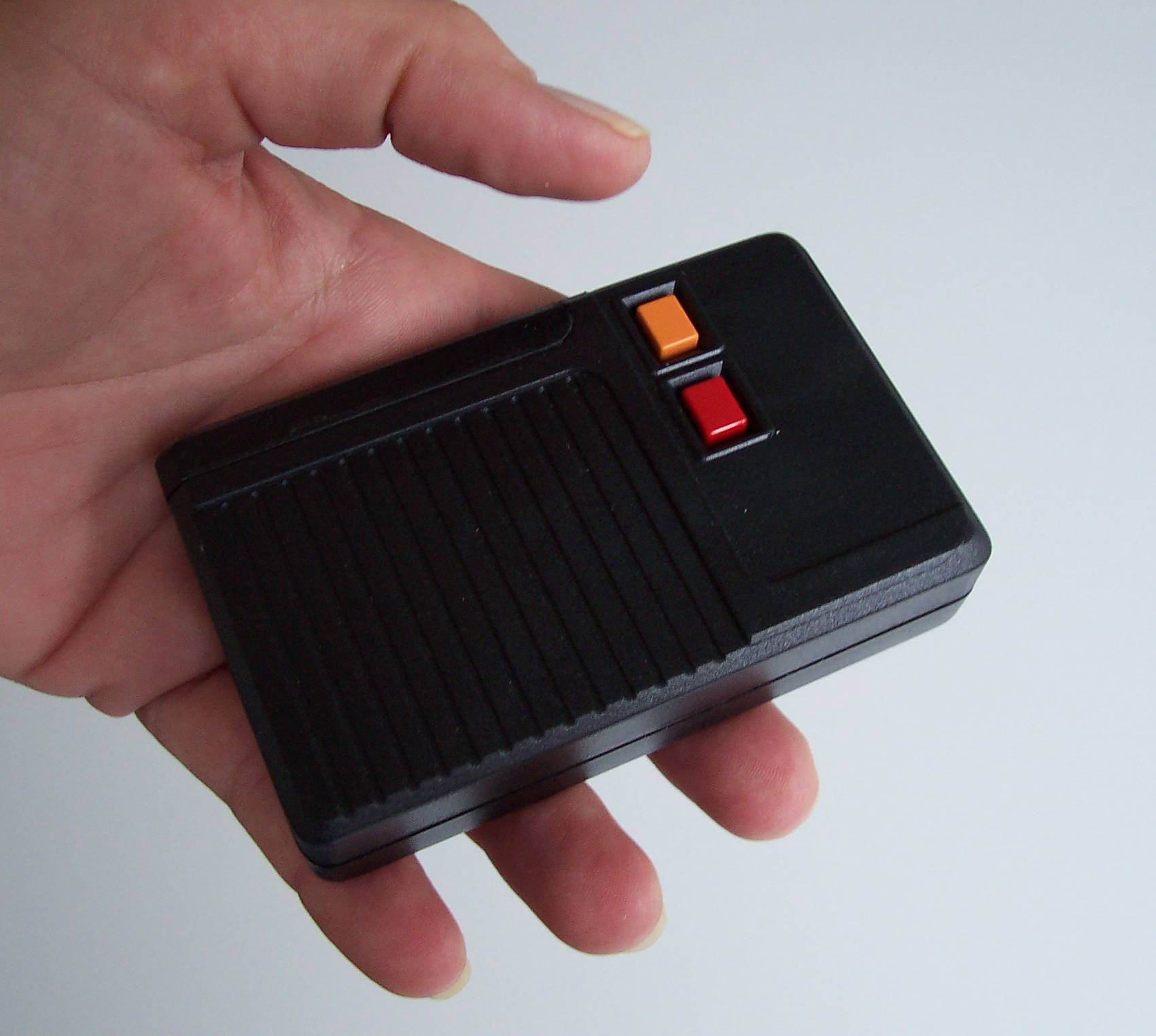
Handzender

Een handzender, ook wel radiografische zender genoemd, wordt gebruikt voor het openen van garagedeuren, hekken, slagbomen, het aan-/uitschakelen van alarmsystemen en verlichting.
In de handzender is een code geprogrammeerd die moet overeenstemmen met de code van de radio-ontvanger die is aangesloten op de te bedienen apparatuur.

## Techniek
De werkingsfrequentie is van overheidswege vastgelegd, bijvoorbeeld 433 MHz (tussen 433,05 en 434,79 MHz) of 40 MHz. Daarnaast is het vermogen begrensd om verstoring van andere systemen te voorkomen.
Door de begrenzingen is het bereik van een handzender beperkt. Ook zijn handzenders gevoelig voor stoorinvloeden in de omgeving (GSM-masten, hoogspanningsvoorzieningen etc.), waardoor een handzender in het algemeen slechts bruikbaar is van 5 tot 20 m. afstand van de te bedienen installatie. Handzenders worden gevoed door een batterij (in het algemeen 9 V of 12 V, maar steeds vaker een knoopcel). Bij normaal gebruik is de batterij voldoende voor een gedurende meerdere jaren ongestoorde werking.
Handzenders zijn leverbaar met 1 knop (1-kanaals zender), meerdere knoppen of een draaiwieltje voor meer dan 10 functies of kanalen.